# بنكسية غربية
بنكسية غربية (الاسم العلمي:Banksia occidentalis) هي نوع نباتي يتبع جنس البنكسية من فصيلة البروطية.